# Jacques-Henri de Durfort, duc de Duras

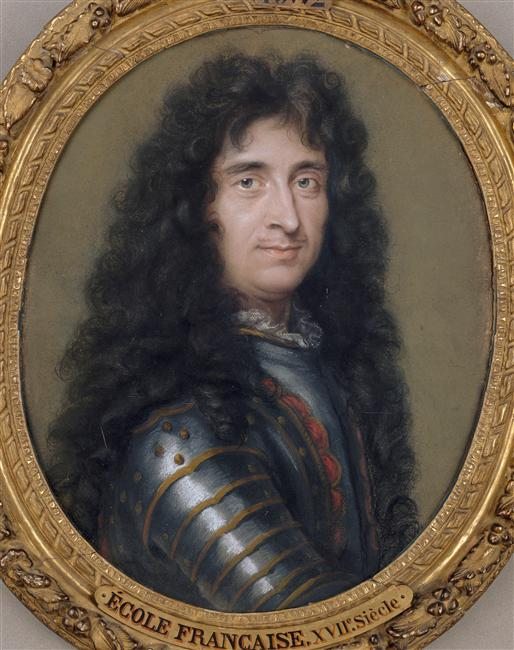
Jacques-Henri de Durfort

Jacques-Henri de Durfort, duc de Duras (* 9. Oktober 1625; † 12. Oktober 1704 in Paris) war ein Marschall von Frankreich.

## Herkunft und Familie
Er war der älteste Sohn des Guy Aldonce de Durfort, marquis de Duras, comte de Rozan et de Lorges, aus dessen Ehe mit Élisabeth de La Tour d’Auvergne, Tochter des Henri de La Tour d’Auvergne, duc de Bouillon. Zu seinen jüngeren Brüdern zählten Guy Aldonce de Durfort, duc de Lorges, der ebenfalls Marschall von Frankreich wurde, und Louis de Duras, 2. Earl of Feversham, der in England Karriere machte.
Er heiratete Marguerite Felice de Levis, Tochter des Charles de Levis, duc de Ventadour (1600–1649). Mit ihr hatte er mindestens vier Kinder:
- Jacques Henri II de Durfort, duc de Duras (1670–1697);
- Felice Armande de Durfort (1672–1730);
- Louise Bernardine de Durfort (1675–1703), ⚭ 17. Januar 1696 Jean-François Paul de Blanchefort-Créquy (1678–1703), 5. Duc de Lesdiguières, Comte de Sault, Pair de France;
- Jean-Baptiste de Durfort, duc de Duras (1684–1770), Marschall von Frankreich.

## Karriere
Durfort diente zunächst unter seinem Onkel Turenne, (hier wurde er in der Schlacht bei Rethel verwundet) dann unter dem Prinzen von Condé. Ludwig XIV. ernannte ihn 1675 zum Gouverneur der Franche-Comté und zum Marschall von Frankreich (Maréchal de France); im Jahr 1689 erhielt er den Titel eines Herzogs und Pairs von Frankreich.

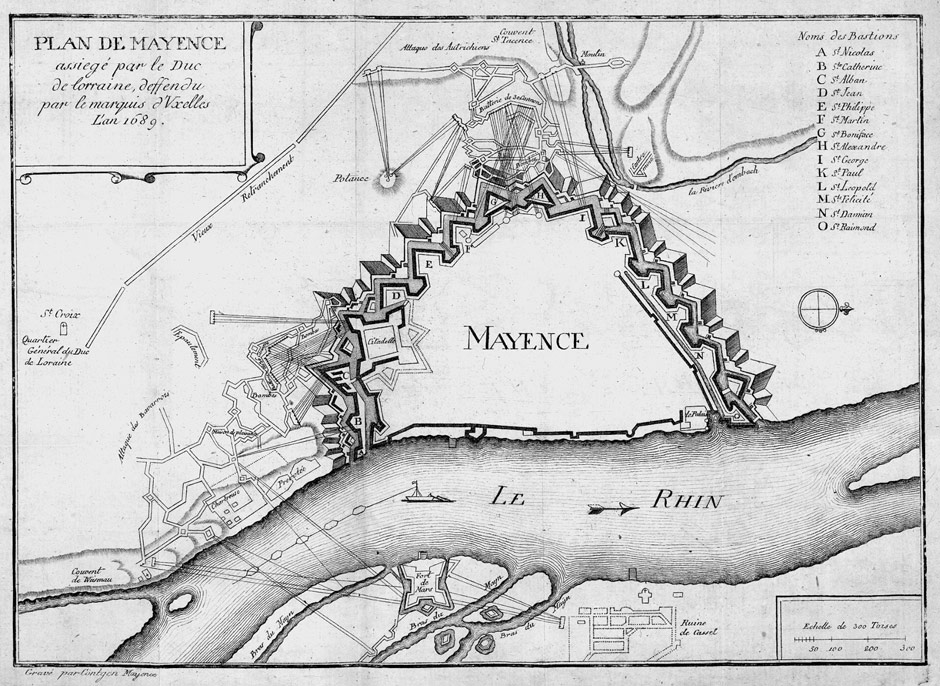
Die Belagerung von Mainz, 1689. Kupferstich, Paris 1756

Im Pfälzischen Erbfolgekrieg war er Oberbefehlshaber der französischen Ober- und Mittelrheinarmee. Er operierte mit seinen Truppen im Umland der Festung Mainz, die von Juni bis September 1689 von Truppen der Augsburger Allianz belagert wurde. Er konnte nicht verhindern, dass Mainz schließlich kapitulieren musste. Unter Durforts Kommando wurden in dieser Zeit zahlreiche Städte, Dörfer, Burgen und Schlösser der Region in Schutt und Asche gelegt, um die Gegend zu entfestigen und für einen potentiellen Aufmarsch gegen Frankreich keine Stützpunkte zu belassen. Unter anderem wurde am 10. August 1689 unter seinem Befehl Bruchsal in Brand geschossen und dabei völlig zerstört.